# Archiearis
Archiearis is een geslacht van vlinders uit de familie van de spanners (Geometridae) en de onderfamilie Archiearinae.

## Soorten
- Archiearis infans Möschler, 1862
- Archiearis parthenias (Linnaeus, 1761) - oranje berkenspanner
- Archiearis puella Esper, 1787